# (567) Елевтерия
(567) Елевтерия (греч. Eleutheria / Ελευθερία) — астероид главного пояса, который принадлежит к спектральному классу S. Он был открыт 28 мая 1905 года немецким астрономом Паулем Гёцем в Обсерватории Хайдельберг-Кёнигштуль. Название астероида в переводе с греческого означает «свобода».
Тиссеранов параметр относительно Юпитера — 3,186.